# Publibook
Publibook ou Éditions Publibook est une maison d'édition française créée en 2004 établie à Saint-Denis.

## Histoire
Publibook, fondée en juin 2000 et devenue filiale du groupe Petit Futé en 2004, est un des leaders du marché français de l'édition sur internet. Les Editions Publibook accueillent tous les auteurs et acceptent toutes sortes de manuscrits, 70 % des textes présentés sont acceptés. En 2009, Publibook rachète la Société des écrivains puis en 2015, Publibook est racheté par la holding AParis, propriétaire de la maison d'édition Edilivre,,.
En 2022, Publibook a été repris par l'éditeur Nombre7.

## Notes et références

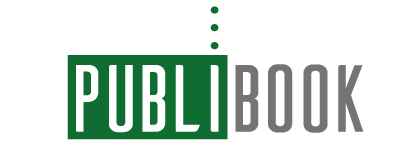